# رد روبی دا اسلیز
«رد روبی دا اسلیز» (به انگلیسی: Red Ruby da Sleeze) ترانه‌ای از رپر نیکی میناژ می‌باشد که در پنجمین آلبوم استودیویی وی تحت عنوان جمعهٔ صورتی ۲ (۲۰۲۳) قرار دارد. این قطعه ابتدا در ۳ مارس سال ۲۰۲۳ به‌عنوان یک تک‌آهنگ تبلیغاتی منتشر گردید و سپس در ۱۴ مارس سال ۲۰۲۳ به‌صورت رسمی از سوی یانگ مانی و ریپابلیک رکوردز به رادیوهای ریتمیک معاصر ایالات متحده معرفی شد دومین تک‌آهنگ آلبوم نیز بود. در این اثر نمونه‌ای از ترانهٔ «هرگز ترکت نمی‌کنم (آه اوه، آه اوه)» اثر لومیدی به کار رفته و تهیه‌کنندگی آن بر عهدهٔ گو گریزلی، چیز بیتز و تیت کوبنگ بوده‌است. این ترانه توانس رتبهٔ ۲۰ را  در ایالات متحده از آن خود کند.